# Фаину
Фаину (мальд. ފައިނު) — один из обитаемых островов в составе административного атолла Раа, Мальдивы.
Расположен в северной части Мальдивского архипелага, примерно в 151 км от столицы страны, города Мале. Составляет 1325 м в длину и 500 м в ширину. Площадь острова — 60,7 га. По данным на 2006 год население острова насчитывало 251 человек: 120 мужчин и 131 женщину. Возрастная структура населения: 125 человек — младше 18 лет (50 %); 23 человека — от 19 до 25 лет; 89 человек — от 26 до 64 лет и 14 человек — в возрасте 65 лет и старше. Уровень грамотности населения — 95,7 %.
Всего на острове насчитывается 45 домашних хозяйств, то есть в среднем на 1 хозяйство приходится 5,6 человек. Имеется 1 школа.
Фаину сильно пострадал во время цунами в декабре 2004 года.